# Делева
Делева́ (укр. Делева) — село в Олешанской сельской общине Ивано-Франковского района Ивано-Франковской области Украины.
Население по переписи 2001 года составляло 1712 человек. Занимает площадь 9,24 км². Почтовый индекс — 78023. Телефонный код — 03479.

## История
Первое упоминание 1427 г. В 1914 году местного священника Луку Иванцева отправили в концлагерь Телегроф, где он просидел до 1917 г.
Село принадлежало к Олешанской гмине в период с 1934 по 1939 г. После 1946 г. в селе действовала православная община РПЦ В 2005 году в село произошел конфликт между униатским и православным (УПЦ КП) населением в результате чего храм что принадлежащий православной общине был передан греко-католикам.

## Религия
По состоянию на 1939 г. в селе проживало: 1670 греко-католиков, 270 римо-католиков, 10 иудеев
В селе находится:
- Церковь Введения в Храм Пресвятой Богородицы (УГКЦ) 1853 г.
- Церковь Введения в Храм Пресвятой Богородицы (УПЦ КП, ПЦУ) построен 2015 г.[5]
- Церковь Угорницкого монастыря Введения в Храм Пресвятой Богородицы (1853 г.) до 1946 г. принадлежала УГКЦ, до 2007 года приходу УПЦ КП
- Костел Пречистой Девы Марии з горы Кармель РКЦ в Украине построен 1912 г.

## Делевские водопады

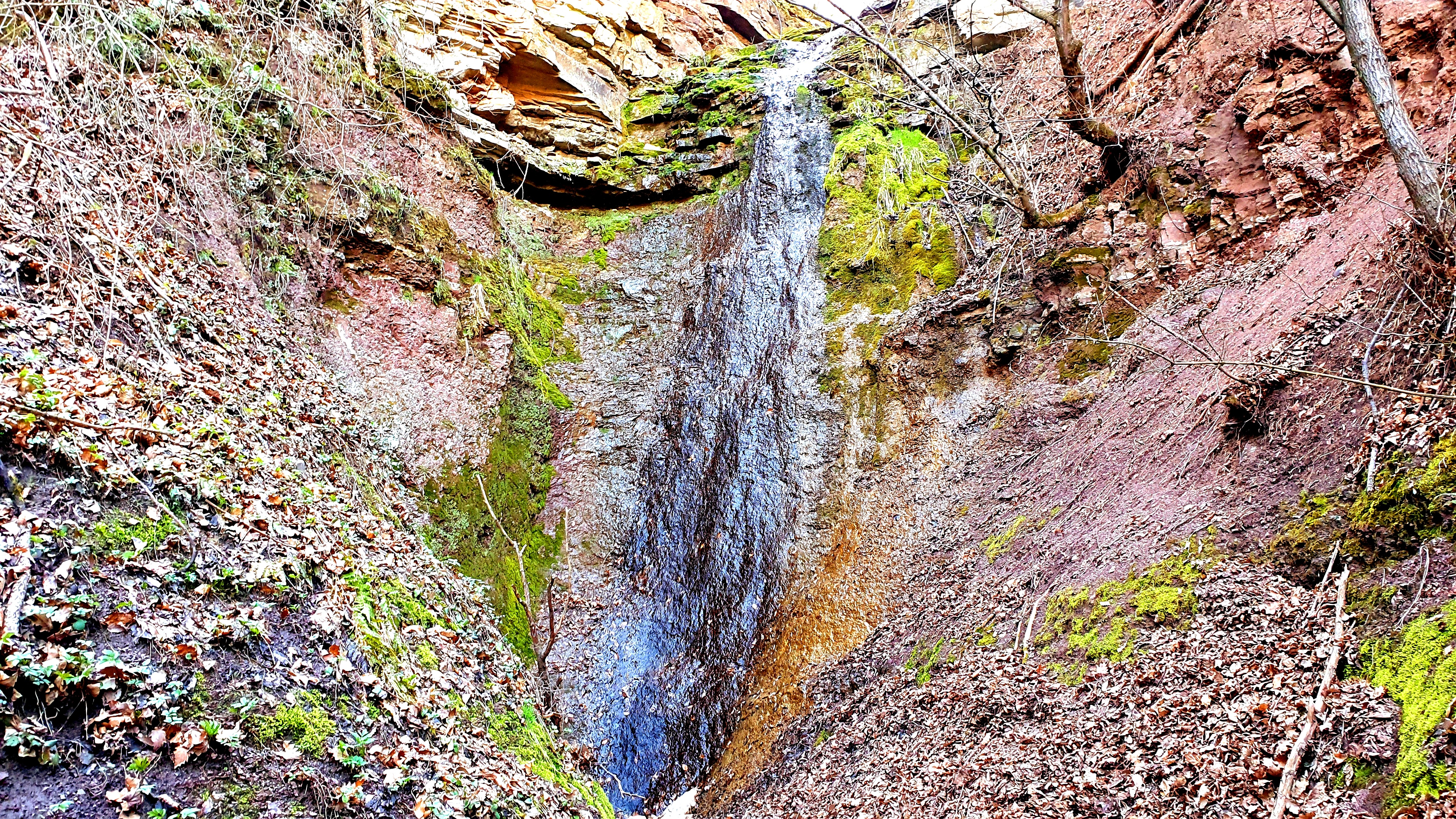
Самый высокий водопад на Покутье

В селе находится один из самый высоких водопадов в регионе. Его высота около 16 м.

## Археология
- Найдены под плитами могилы древнерусского времени[1]

## Известные люди
- Иоасаф (Василикив) управляющий епархией Ивано-Франковской, в 2015 году освятил храм для прихода УПЦ КП[5]
- Обминский Тадеуш польский архитектор, построил в селе костел Пречистой Девы Марии в 1912 г.
- Иванцев Денис-Лев Лукич польский и советский художник, Человек года по версии Международного биографического центра, родился в селе[2]
- Иванцев Игорь Денисович советский и украинский историк, декан института истории Прикарпатского университета, родился в селе
- Иванцев Лука священник УГКЦ, узник Телегрофа[2]